# 릴라 (불가리아)

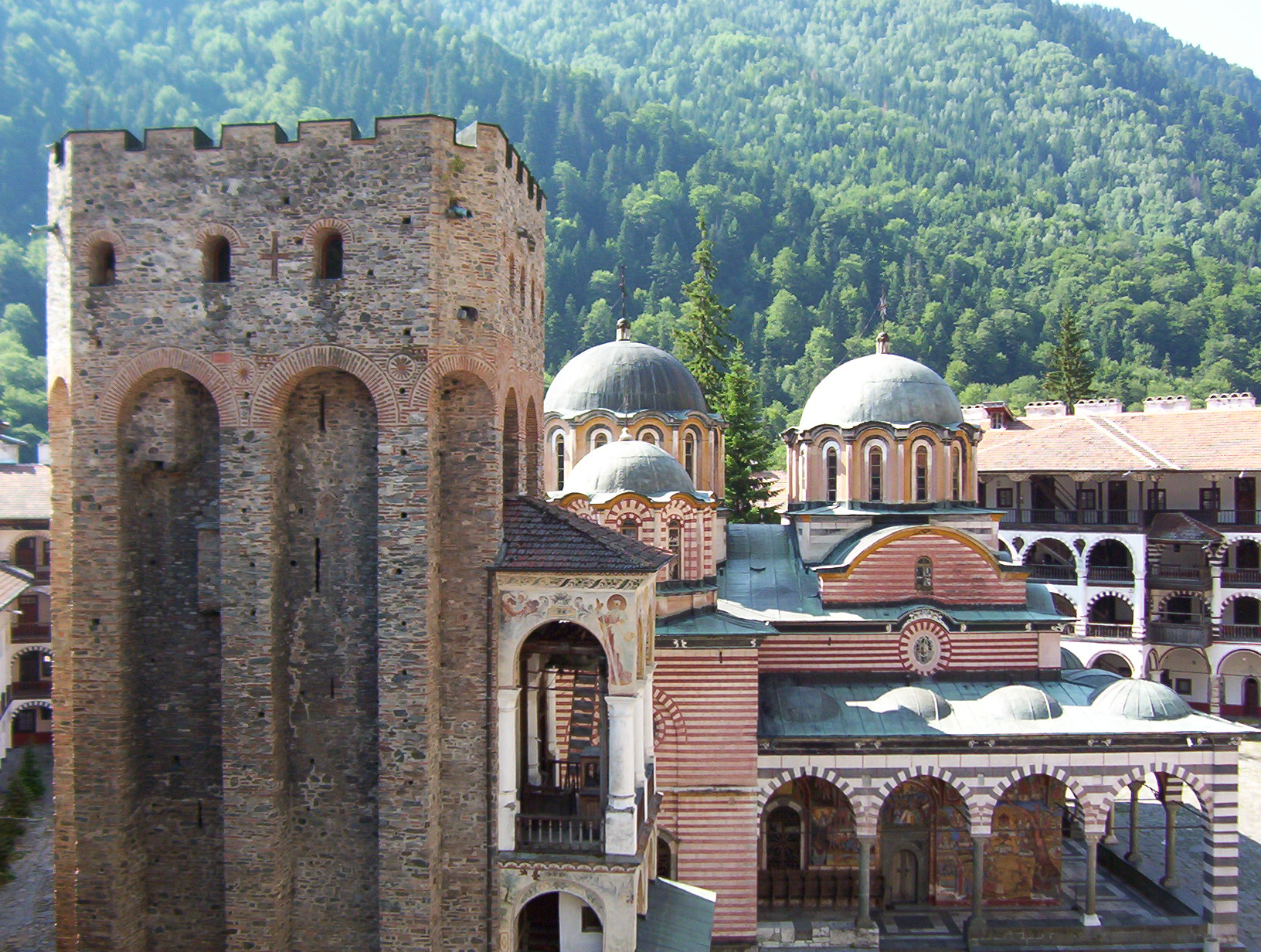
릴라 수도원

릴라(불가리아어: Рила, Rila)는 불가리아 큐스텐딜주의 도시로 높이는 593m, 인구는 3,044명(2008년 기준)이다. 릴라산맥의 남서쪽 기슭에 위치하며 릴라 수도원에서 20km, 두프니차에서 34km, 큐스텐딜에서 65km 정도 떨어진 곳에 위치한다.